# Piotr Sadzik
Piotr Sadzik (ur. 1989) – eseista, krytyk i historyk literatury, wykładowca na Wydziale Polonistyki Uniwersytetu Warszawskiego, zajmuje się filozoficznymi aspektami literatury, historią literatury XX wieku, literaturą najnowszą oraz filozofią żydowską. Nominowany m.in. do Nagrody Literackiej Gdynia w kategorii „Esej” oraz Poznańskiej Nagrody Literackiej. Finalista konkursu Nagrody Naukowe Tygodnika „Polityka”. 
Absolwent Międzywydziałowych Studiów Humanistycznych Uniwersytetu Warszawskiego. Autor pionierskich badań nad maranami literatury polskiej. Badacz twórczości Witolda Gombrowicza, Leo Lipskiego czy Leopolda Buczkowskiego. W swojej perspektywie filozoficznej inspiruje się przede wszystkim dekonstrukcją i pracami Jacques'a Derridy, którego teksty wielokrotnie komentował i tłumaczył. W odczytaniach tekstów Derridy pozostaje bliski koncepcji „mesjańskiego witalizmu” Agaty Bielik-Robson oraz żydowskiej myśli krytycznej obecnej w pracach Adama Lipszyca.
Autor kilkudziesięciu artykułów naukowych, prac zbiorowych oraz opracowań edytorskich. Jako krytyk publikował m.in. w „Dwutygodniku”, „Krytyce Politycznej”, „Znaku”, „Literaturze na Świecie”, „Tekstach Drugich” czy „ArtPapierze”.
Juror Nagrody Literackiej m. st. Warszawy.

## Najważniejsze publikacje
- Widma Derridy, red. A. Bielik-Robson, P. Sadzik, Wydawnictwo Instytutu Badań Literackich PAN, Warszawa 2018.

- Imiona anomii. Literatura wobec doświadczenia stanu wyjątkowego, red. P. Sadzik, Wydawnictwo Naukowe PWN, Warszawa 2019.

- Regiony pojedynczych herezji. Marańskie wyjścia w prozie polskiej XX wieku, Wydawnictwo Austeria, Kraków 2022 (nominacja do Nagrody Literackiej Gdynia w kategorii „Esej”[29], nominacja do Poznańskiej Nagrody Literackiej[30], nominacja do Nagrody Gierowskiego i Shmeruka[31]; laureat Nagrody Literackiej Miasta Radomia[32]).